# Dactylaria lunata
Dactylaria lunata är en svampart som beskrevs av Tzean & J.L. Chen 1991. Dactylaria lunata ingår i släktet Dactylaria, ordningen disksvampar, klassen Leotiomycetes, divisionen sporsäcksvampar och riket svampar.   Inga underarter finns listade i Catalogue of Life.